# Pearl van der Wissel
Pearl van der Wissel (født 14. april 1984 i Leiden) er en tidligere hollandsk håndboldspiller, der spillede Hollands kvindehåndboldlandshold.

## Klubkarriere
Pearl van der Wissel spillede i hjemlandet for klubberne UDSV, Aalsmeer, Orient, VOC Amsterdam og Omni sportvereniging Hellas. Efter at backspilleren i 2002 vandt det hollandske mesterskab med Hellas, skiftede hun til den danske klub GOG Svendborg TGI med hvem hun vandt den danske pokalturnering i 2005. Efter syv år i GOG skiftede hun til den franske klub Toulon Saint-Cyr Var Handball, hvor hun i 2010 blev fransk mester. Efter blot én sæson skiftede hun til den tyske Bundesligaklub Thüringer HC. I 2011 vendte hun tilbage til Danmark, og skiftede til SK Aarhus. Efter én sæson tog hun til HC Odense. Hun indstillede oprindeligt karrieren efter 2014-15 sæsonen, men vendte tilbage til håndboldbanen efter Nadia Offendal havde fået en knæskade. I 2018 indstillede hun karrieren endnu en gang.

## Landshold
Hun havde før EM 2010 spillet 178 landskampe og scoret 476 mål. Med det hollandske landshold opnåede hun en femteplads i VM 2005 i Rusland. Derudover blev hun udtaget til mesterskabets Allstar-Team.
Hun gjorde comeback på det hollandsk landshold ved VM 2017i Tyskland, hvor hun sammen med resten af holdet vandt bronzemedalje.